# Istituto Poligrafico e Zecca dello Stato
L'Istituto Poligrafico e Zecca dello Stato (IPZS) è una società per azioni partecipata dal Ministero dell'economia e delle finanze.
Assolve la funzione di garante della fede pubblica attraverso l'ideazione e lo sviluppo di soluzioni integrate nell'ambito della sicurezza, della tutela della salute, dell'anticontraffazione e della tracciabilità. La sede legale è a Roma, in via Salaria 691, mentre la sua struttura produttiva è distribuita sul territorio nazionale con gli Stabilimenti di Roma, di cui fanno parte l'Officina Carte Valori e Produzioni Tradizionali e lo Stabilimento Salario, lo Stabilimento della Zecca in via Gino Capponi, lo Stabilimento di Foggia dove è ubicata la cartiera, e lo Stabilimento di Verrès in Valle d'Aosta.

## Storia
Il primo stabilimento statale italiano che si occupasse di lavori di tipografia fu l'Officina Governativa delle Carte Valori, fondata dall'allora Ministro delle finanze Quintino Sella con Legge 11 maggio 1865, n. 2285 e stabilita a Torino. A questa, durante la prima guerra mondiale si affiancò, per alleggerirne il carico di lavoro lo Stabilimento poligrafico per l'Amministrazione della guerra, installato in un fabbricato in via Gino Capponi a Roma. Nel 1928 i due istituti si fusero nell'Istituto poligrafico dello Stato con legge n. 2744 del 6 dicembre 1928. L'Istituto Poligrafico e Zecca dello Stato assume la denominazione attuale nel 1978, quando acquisisce la Zecca ai sensi della Legge 20 aprile 1978, n. 154. Con delibera CIPE n. 59/2002, il Poligrafico viene quindi trasformato in società per azioni con socio unico il Ministero dell'economia e delle finanze nel 2002. Il Poligrafico è ancora oggi il fornitore ufficiale delle carte valori per lo Stato italiano, sviluppando tecnologie sempre più sofisticate e soluzioni integrate.

## Attività
Le attività della Società possono essere ricondotte a quattro grandi aree:
- documenti d'identità;
- anticontraffazione e tracciabilità;
- monetazione e filiera artistica;
- filiera giuridico-amministrativa e prodotti web based.

La Società cura, inoltre, la stampa delle pubblicazioni ufficiali dello Stato, tra cui la Gazzetta Ufficiale e delle carte valori dello Stato, tra cui i francobolli, che vengono realizzati dall'Officina Carte Valori e Produzioni tradizionali.

## Documenti di identità
Il Poligrafico realizza, produce, gestisce e sviluppa le infrastrutture del software necessario per l'emissione dei documenti di identità, quali la carta d'identità, il passaporto e il permesso di soggiorno elettronici. La gestione integrata dei processi di produzione, emissione e controllo dei prodotti, che attestano l'identità dei cittadini e l'autenticità di documenti di identificazione, di cui lo Stato è garante, rappresenta un elemento di tutela della sicurezza e della fede pubblica.

### CIE 3.0
La nuova CIE garantisce l'identità fisica e digitale del cittadino e consente l'accesso ai servizi online di PP.AA. e privati, anche in ambito UE. Il Poligrafico ha realizzato nel 2019 l'applicazione CIE ID, con cui l'utente può identificarsi tramite “Entra con CIE” e collegarsi ai principali servizi pubblici attraverso il proprio smartphone. Nel 2018 si è concluso il piano di dispiegamento delle postazioni di lavoro funzionali all'emissione del documento in tutti i Comuni italiani e dal 2019 è stato avviato, in via sperimentale, anche il rilascio della CIE all'estero.

## Anticontraffazione e tracciabilità
Prodotti fondamentali per la tutela della salute pubblica, quali i bollini farmaceutici, i tasselli tabacchi, e i contrassegni vini D.O. della filiera viti-vincola, sono realizzati dal Poligrafico con complesse tecniche di stampa e sono dotati di sofisticati sistemi a garanzia dell'autenticità di origine del prodotto e della sua tracciabilità durante l'intero ciclo di vita.
Dall'iniziativa congiunta tra il Poligrafico e la Banca d'Italia, nel 2018 è stata costituita la Società controllata Valoridicarta S.p.A., finalizzata alla produzione, secondo il modello dell'in-house providing, di carte speciali di sicurezza ed elementi/prodotti di sicurezza e/o anticontraffazione, con particolare riferimento al settore della carta per le banconote e per i documenti di riconoscimento.
Nel 2024, il Poligrafico ha promosso la "Made in Italy Innovation Challenge" in collaborazione con Codemotion, un hackathon finalizzato allo sviluppo di soluzioni tecnologiche per la tutela del Made in Italy. Il progetto vincitore, Checkmate, ha combinato blockchain, intelligenza artificiale ed elementi fisici di sicurezza per migliorare la tracciabilità e garantire l'autenticità dei prodotti.

## Monetazione e filiera artistica
Tra i compiti istituzionali affidati in via esclusiva alla Società rientra anche la coniazione della moneta, circolante e per collezionisti, che viene assicurata allo Stato italiano e a diversi Stati esteri, quali la Repubblica di San Marino e lo Stato della Città del Vaticano. Ogni anno viene realizzata dal Poligrafico la collezione numismatica della Repubblica Italiana le cui monete vengono emesse, secondo un calendario stabilito, dal Ministero dell'economia e delle finanze e i cui soggetti vengono selezionati da una commissione composta da rappresentanti del Ministero, della Zecca e da maestri d'arte.

### Storia della Zecca italiana

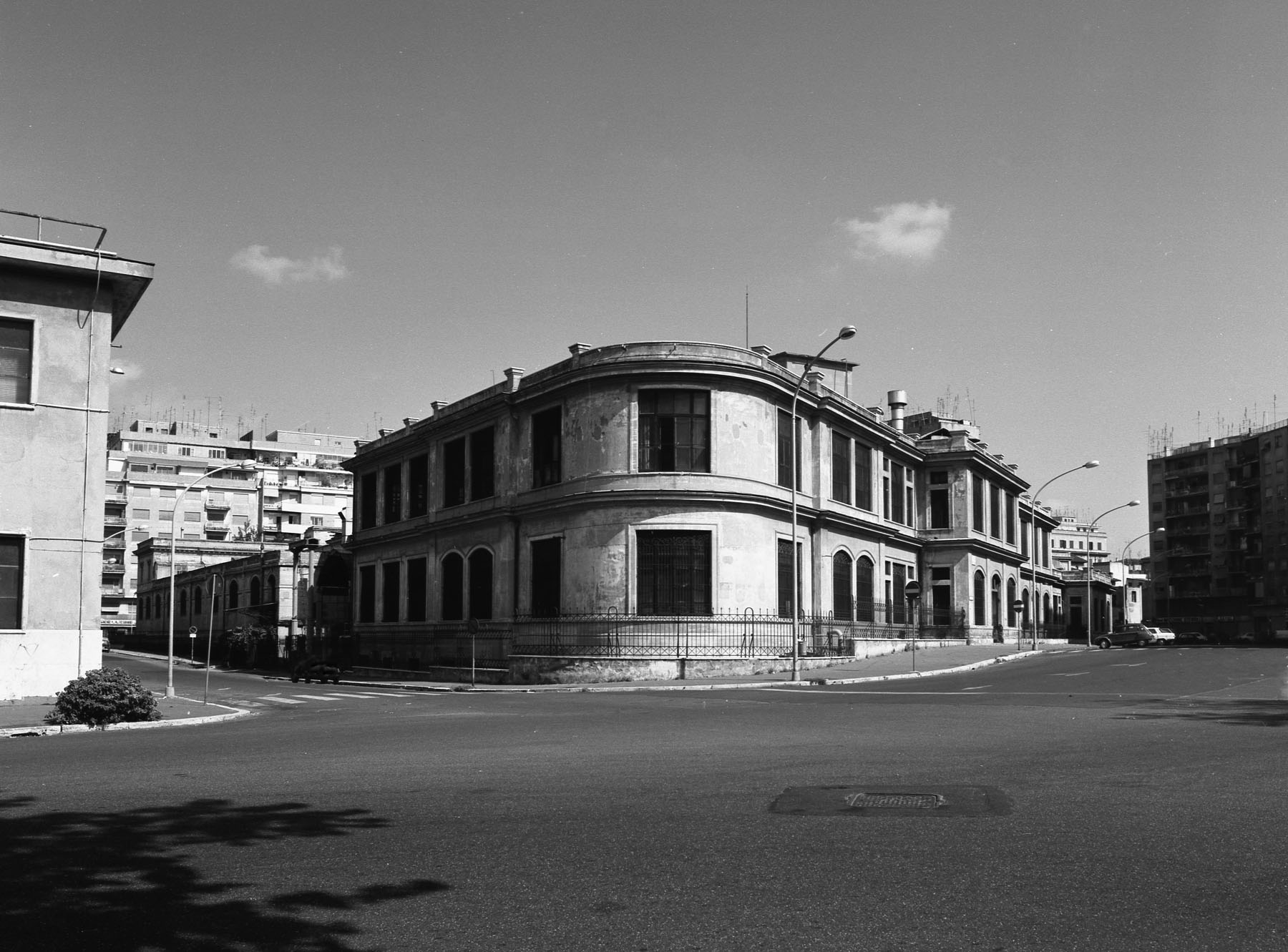
Il Poligrafico di via Gino Capponi a Roma

La storia della Zecca italiana è strettamente legata alla storia della Nazione. Agli albori dell'Unità italiana, il neonato regno ereditò le zecche che già esistevano, ovvero quelle di Torino, Genova, Milano, Bologna, Firenze, Napoli, e Palermo, di recentissima riapertura, che si riconobbero come troppe e si propose per cominciare la chiusura di Bologna. L'amministrazione delle zecche fu posta sotto il Ministero dell'agricoltura, industria e commercio, e da queste sarebbero dipesi gli uffici per il marchio dei metalli preziosi. Il 18 agosto 1861 la lira italiana ottenne il corso legale in tutto il Regno e ne fu stabilito il cambio con le monete che già circolavano e si dovette quindi procedere per la prima volta da secoli alla coniazione di moneta per il fabbisogno dell'intera Italia. Firenze cessò di battere moneta nel medesimo anno, ma mantenne ancora per un poco la direzione e rimase in funzione quale officina per la raffinazione dei metalli. Genova, che non coniava più dal 1860, rimase, come Firenze, per la sorveglianza sugli uffici del marchio dell'oro e dell'argento e, dal 1864, anche per la raffinazione dei metalli
Il Regio decreto 9 novembre 1861, n. 326 attribuiva la fabbricazione di monete in oro e argento alle zecche in Milano, Napoli e Torino, mentre la zecca di Bologna veniva tenuta in attività provvisoriamente per piccole lavorazioni fino al 1º luglio 1861, con proroga poi a tutto l'anno, e sopprimeva le altre dal 1º gennaio 1862. Le caratteristiche delle nuove monete italiane furono approvate poco dopo, con Regio decreto 8 dicembre 1861, n. 368. La relazione che accompagna il R.D. 326/1861 dà una chiara idea del farraginoso e costoso sistema delle zecche italiane: 
«Le zecche attualmente in esercizio in tutto il Regno sono quelle di Torino, Milano, Firenze e Napoli. Hanno inoltre un'esistenza legale quelle di Genova e di Palermo: sfornita l'una dell'antico storico locale quasi in rovina, l'altra di macchine e rimasta fuori esercizio da più di trent'anni. La zecca di Bologna, già soppressa, compie alcune piccole operazioni che erano in corso e che saranno terminate col cadere di quest'anno. [...] L'occasione era quindi propizia per seguire il movimento generale e perfettamente logico di concentramento nella fabbricazione delle
monete, che si verifica In Europa da tre secoli in quà e che è
consigliato dall'economia delle spese e dal bisogno della più
perfetta uniformità nella fabbricazione e nè suoi prodotti. [...] Per altro in questa occasione, se
il Governo volesse largheggiare d'indulgenza ai pregiudizi locali,
non dovrebbe sostare solamente, ma retrocedere nell'opera dell'unificazione, perchè, come già si è esposto a V. M., sarebbe
necessario richiamare in vita alcuni stabilimenti monetari che realmente non sono più in esercizio. E poco di meno avrebbe dovuto
farsi per la zecca di Firenze che, in luogo assai ristretto, ha poche
macchine imperfettissime del secolo scorso, ed è riuscita come ha potuto nella recente fabbricazione, per solo sforzo della proverbiale fecondità di espedienti dell'ingegnosa industria toscana.» 
Si pose quindi convintamente mano a razionalizzare il sistema. Dovunque era una zecca soppressa, per non danneggiare i commerci, si istituì un ufficio di cambio delle paste preziose a parte in Toscana, dove fu impiantato a Livorno, e si cercò di far transitare il personale delle soppresse zecche verso quegli uffici, le direzioni che rimanevano in funzione o gli uffici del marchio. La vigilanza sul marchio dei metalli rimase solo alle zecche propriamente dette, ovvero Torino, Milano e Napoli. A Palermo, ove non si produceva moneta da decenni, l'ufficio di cambio fu chiuso nel 1864 per inattività.
Nel 1865 le zecche furono staccate dal Ministero di agricoltura, industria e commercio e poste alle dipendenze di quello delle finanze. L'anno successivo, all'annessione delle province venete, fu acquisita anche la zecca di Venezia, che tuttavia non fu impiegata per la coniazione di monete, ma solo quale ufficio di cambio di paste preziose, in linea coi principi di comodità commerciale sopra esposti. Nel 1869 le zecche persero la vigilanza del marchio dei metalli preziosi, che fu trasferita all'amministrazione centrale del Ministero dell'agricoltura, dell'industria e del commercio. Il 1º aprile 1870 rimase in esercizio solo la zecca di Milano, bastando alle esigenze del Regno. Con Roma capitale, scompaiono le Zecche degli stati preunitari, la Zecca Pontificia diviene Regia Zecca. L'edificio della Zecca dell'Italia unita viene realizzato in via Principe Umberto a Roma nel 1908 e inaugurato nel 1911, per ospitare lo Stabilimento, il Museo della Zecca e la Scuola dell'Arte della Medaglia.
Nel 1999 lo Stabilimento Zecca viene trasferito nell'edificio di via Gino Capponi che inizialmente si affianca e poi subentra alla sede storica di via Principe Umberto nella coniazione dell'euro e nelle attività di monetazione a corso legale, numismatica, medaglistica e di creazione di prodotti d'arte. All'interno della Zecca, importante la presenza del CNAC, il Centro Nazionale per l'Analisi delle Monete, autorità nazionale competente in materia di analisi dei falsi.

### Il Museo della Zecca
Il Museo numismatico della Zecca Italiana, inizialmente presente nel palazzo della Regia Zecca e poi presso il Palazzo delle Finanze, è situato dal 2016 in Via Salaria 712, nel complesso industriale che ospita l'Officina carte valori e produzioni tradizionali.

#### La Collezione
La sede del Museo, in cui nel 1992 durante i lavori per la costruzione del nuovo edificio è stato rinvenuto un mausoleo di epoca romano-imperiale del II secolo d.C., accoglie collezioni di monete, medaglie, conî, punzoni e modelli in cera oltre a copie di ogni moneta e medaglia di nuova emissione. Inoltre vi è conservata una raccolta di modelli in cera di Benedetto Pistrucci, autore del modello della sterlina britannica raffigurante San Giorgio e il drago, ancora oggi in uso presso la Zecca reale britannica.

### La Scuola dell'arte della medaglia
La Scuola dell'Arte della Medaglia (SAM) è stata istituita su impulso del Re Vittorio Emanuele III, il “Re numismatico”, con legge n. 486 del 14 luglio 1907, nello storico palazzo di via Principe Umberto, a Roma nel quartiere Esquilino, dove tuttora opera, per creare all'interno della Regia Zecca una scuola d'alta specializzazione sulle tecniche di modellazione e incisione a taglio diretto, in grado di rinnovare l'immagine della moneta e della medaglia italiana che sarebbe stata poi coniata dalla prima Zecca dell'Italia unita.
La scuola forma ogni anno 12 allievi provenienti da tutto il mondo, ammessi ai corsi dopo aver superato un concorso che viene bandito all'inizio di ogni anno accademico. In ordine di graduatoria, gli allievi idonei, dopo aver superato la selezione, sono ammessi a frequentare il corso ordinario (di durata triennale) ed il corso propedeutico (annuale).

### Le banconote
Per il Ministero del Tesoro ha stampato cartamoneta da 1, 2, 5, 10, 50, 100, 500 lire dalla sua fondazione e fino alla metà degli anni '80.
Per conto della Banca d'Italia ha stampato banconote dal 1943 ai primi anni '60.

## Filiera giuridico-amministrativa e prodottiweb based
Nel rispetto degli obiettivi di governo aperto fissati dal quadro legislativo e programmatico nazionale, il Poligrafico svolge le seguenti attività per la divulgazione dell'informazione di fonte pubblica di carattere giuridico, amministrativo, culturale e scientifico:
- realizzazione e gestione del processo informatizzato per la produzione e la diffusione della Gazzetta Ufficiale (cartacea e telematica);
- realizzazione e gestione del servizio “Normattiva” che mette a disposizione gratuitamente tutta la legislazione italiana online in multi-vigenza dal 1861 a oggi, con aggiornamento quotidiano della banca dati a seguito delle modifiche apportate agli atti normativi;
- gestione di servizi web dedicati alla divulgazione dell'informazione di fonte pubblica;
- realizzazione e gestione di servizi di acquisizione, raccolta, redazione e metadatazione di informazioni inerenti a tematiche giuridico-legislative;
- redazione e realizzazione di opere editoriali con il marchio “Libreria dello Stato”;
- realizzazione di pubblicazioni, prodotti cartotecnici e modulistica varia per la pubblica amministrazione, tra cui il materiale necessario per la gestione del servizio elettorale.

## Impegni di sostenibilità sociale e ambientali
Il Poligrafico, in linea con il contesto internazionale, europeo e nazionale nel quale opera, alla luce delle sfide dettate dai cambiamenti climatici e dall'affermazione di nuovi modelli di economia circolare, adotta le seguenti direttrici di miglioramento:
- Analisi del ciclo di vita del portafoglio prodotti attuale e progettazione nuovi prodotti in ottica di economia circolare;
- Processi di acquisto responsabili (valutazione di sostenibilità per i fornitori come criterio premiante nel processo di approvvigionamento e riduzione della catena di approvvigionamento);
- Aumento del livello di indipendenza energetica tramite autoproduzione e con l'utilizzo di fonti rinnovabili;
- Adozione di politiche attive per la neutralità carbonica;
- Estensione a tutta l'Azienda di sistemi per la sicurezza dei lavoratori basata sui comportamenti virtuosi (BBS – Best Behaviour Safety);
- Riduzione dell'impronta ambientale dei prodotti e dei processi produttivi.

## Indicatori economici
Il fatturato aziendale nel 2013 era pari a 360 milioni di euro, mentre nell'esercizio 2018 ha raggiunto un volume di 460 milioni di euro, con un tasso medio annuo di crescita del 4%.
L'EBITDA operativo nel 2018 ha raggiunto i 178 milioni di euro (38% circa del fatturato): nel 2013 tale indicatore superava di poco i 110 milioni.

## Vertici aziendali
Cronologia dei vertici aziendali IPZS.
| Periodo     | Carica e nome | Note          |
| ----------- | --- | ------------- |
| dal 2025    | - Presidente: Paolo Perrone - Amministratore delegato: Michele Sciscioli | [ 34 ]        |
| 2023 - 2025 | - Presidente: Paolo Perrone - Amministratore delegato: Francesco Soro | [ 35 ]        |
| 2020 - 2023 | - Presidente (2023): Pier Paolo Cento - Presidente (2020-2022): Antonio Palma - Amministratore delegato (2022-2023): Francesca Reich - Amministratore delegato (2020-2022): Paolo Aielli | [ 37 ]        |
| 2017 - 2020 | - Presidente: Domenico Tudini - Amministratore delegato: Paolo Aielli | [ 38 ]        |
| 2014 - 2016 | - Presidente: Domenico Tudini - Amministratore delegato: Paolo Aielli | [ 39 ]        |
| 2011 - 2013 | - Presidente e Amministratore delegato: Maurizio Prato |               |
| 2008 - 2010 | - Presidente: Roberto Mazzei - Amministratore delegato: Ferruccio Ferranti | [ 40 ]        |
| 2007 - 2009 | - Presidente: Mario Murri - Amministratore delegato: Lamberto Gabrielli | [ 41 ]        |
| 2004 - 2006 | - Presidente (2004 - 2005): Silvano Boroli - Presidente (2006): Antonio La Pergola - Vicepresidente: Giovanni Fiori - Amministratore delegato: Massimo Ponzellini                        | [ 42 ] [ 43 ] |
| 2002 - 2004 | - Presidente: Claudio Varrone | [ 44 ]        |

## Dati societari
- Ragione sociale: Istituto Poligrafico e Zecca dello Stato - I.P.Z.S. S.p.A.
- Unico azionista il Ministero dell'economia e delle finanze. Sede societaria: Via Salaria, 691 – 00138 Roma
- Partita IVA: 00880711007